# Cossypha semirufa
Cossypha semirufa là một loài chim trong họ Muscicapidae.